# Anacamptodes jacumbaria
Anacamptodes jacumbaria är en fjärilsart som beskrevs av Dyar 1908. Anacamptodes jacumbaria ingår i släktet Anacamptodes och familjen mätare. Inga underarter finns listade i Catalogue of Life.